# Nephrotoma guttipleura
Nephrotoma guttipleura is een tweevleugelige uit de familie langpootmuggen (Tipulidae). De soort komt voor in het Australaziatisch gebied.